# Asunción Cacalotepec
Asunción Cacalotepec es un pueblo ubicado en el estado de Oaxaca, es cabecera del municipio del mismo nombre.

## Toponimia
El nombre Asunción Cacalotepec refiere a la Asunción de María y al topónimo náhuatl que significa lugar o cerro de cuervos. Su nombre en ayuuk se compone de jooky, cuervo, kipajk, cabeza y km, sufijo locativo.